# 南洙源
南洙源（16世紀—17世紀），字生魯，山東東昌府濮州人，明末清初政治人物。

## 生平
南洙源是崇禎九年（1636年）山東鄉試舉人，次年（1637年）聯捷進士，授大名推官，親自監督軍隊平定滑縣和濬縣的流寇。以軍功陞任南京兵部郎中，崇禎十五年（1642年）外任保定府知府，饑荒時在西郊設廠煮粥賑濟，救活不少人民。十六年再擢官山西井陘兵備副使，就任時，遇甲申之變，繞道回鄉。
明亡仕清，歷任陽和道副使，順治二年（1645年）七月授任湖廣布政使司參政、管左布政使事，四年九月降補浙江布政使司参议兼按察使司佥事、驿传道，八年九月升浙江按察使司副使、温处道。身後入祀鄉賢祠。

## 家族
曾祖南兆，丁丑進士，户部郎中；祖南国情，生员；父南岳，生员。

## 引用
1. ↑  乾隆《曹州府志·卷十三·選舉》：崇禎九年丙子科 南洙源 濮州人
2. ↑  《崇祯十年丁丑科进士三代履历》：南洙源，曾祖兆，户部郎中丁丑；祖国情，生员；父岳，生员。生鲁，诗三房，癸丑十月二十九日生，濮州人，丙子十五名，会一百八十八名，三甲十六名，刑部观政，本年六月授大名府推官，辛巳升南兵部车驾司主事，壬午升车驾司郎中，升保定知府，癸未升山西副使、井陉道。
3. ↑  乾隆《曹州府志·卷十五·人物》：南洙源 字生魯，濮州人，崇禎丁丑進士。授大名府司李，適滑濬間巨宼猖獗，洙源監五府軍親冒矢石，一戰而河北定。以軍功陞南兵曹，出守保定府。值歲荒，設厰西郊煮糜賑濟，全活甚眾。擢井陘兵備道，甫抵任即遭闖逆之禍，間道歸里；本朝起用，官至湖廣左布政使，祀鄉賢。